# Öradtjärnen (Orsa socken, Dalarna, 679150-144665)
Öradtjärnen är en sjö i Orsa kommun i Dalarna och ingår i Dalälvens huvudavrinningsområde.